# Alessandro D'Ancona

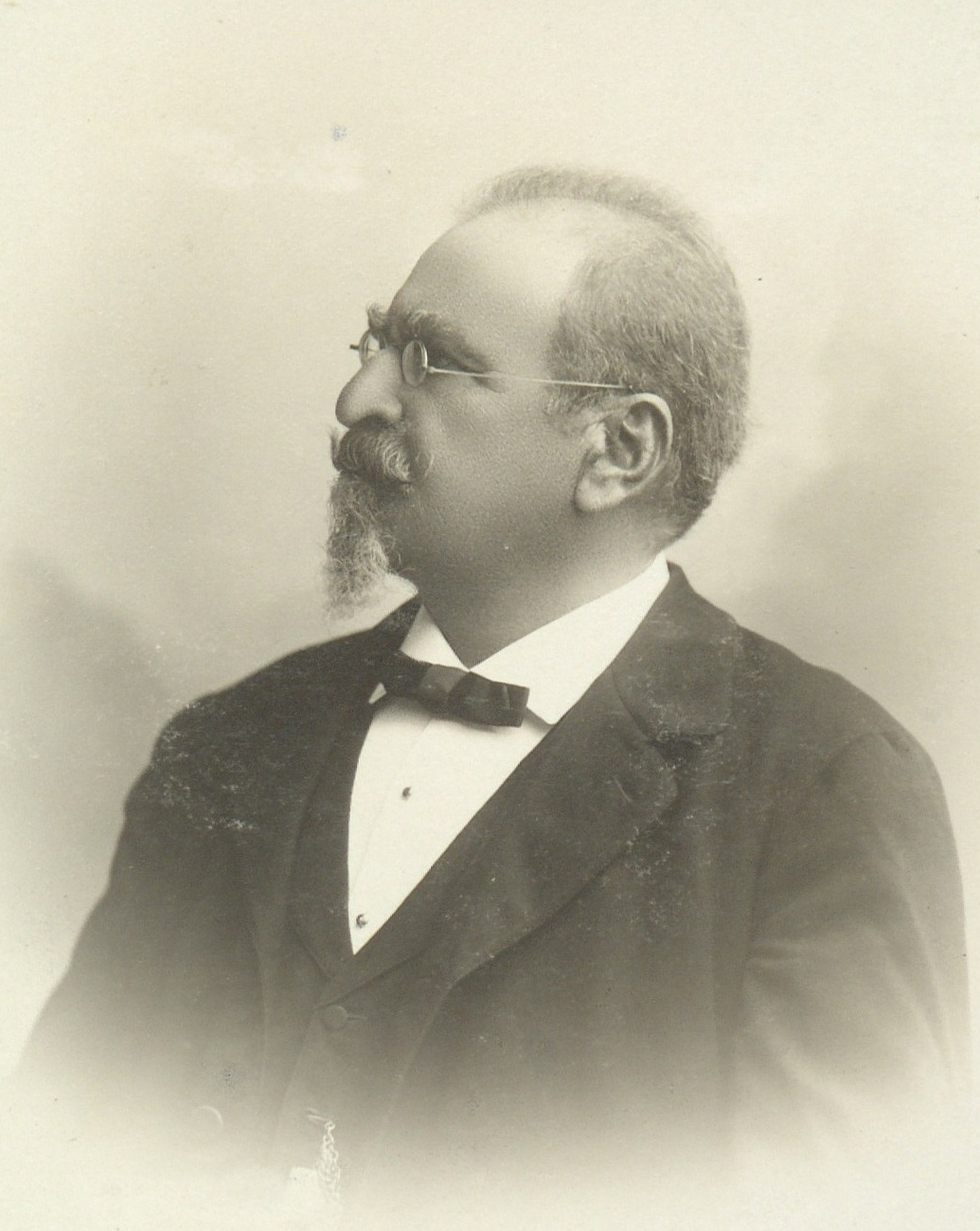
Alessandro D'Ancona.

Alessandro D'Ancona, född 20 februari 1835 i Pisa, död 9 november 1914 i Florens, var en italiensk litteraturhistoriker.
D'Ancona var professor i Pisa och utgav många äldre och sällsynta italienska arbeten (bland annat Campanellas skrifter 1854) och sysselsatte sig särskilt ingående med folkdiktningen. Av hans skrifter kan märkas Origini del teatro in Italia (1877), La poesia popolare italiana (1878), Studi di critica e storia letteraria (1880), Varietà storiche e letterarie (2 band, 1883-85) samt Saggi di letteratura popolare (1913). En fullständig förteckning av d'Anconas skrifter finns i festskriften Raccolta di studi critici dedicata ad A. d'Ancona (1901).